# Константінос Константопулос
Константінос Константопулос (грец. Κωνσταντίνος Κωνσταντόπουλος; 1832 — 11 листопада 1910) — консервативний грецький політик та прем'єр-міністр країни.

## Життєпис
За часів правління короля Оттона був мером міста Патри, а пізніше — лідером префектур Ахая та Еліда.
Після цього був обраний до парламенту від Націоналістичної партії, а 1890 року був обраний на пост спікера. 1892 прем'єр-міністр Теодорос Деліянніс був відправлений у відставку королем Георгом через провальну економічну політику. Як результат, повноваження глави уряду тимчасово перейшли до голови парламенту. Константопулос очолював Націоналістичну партію під час виборів 1892 року, проте їх виграв Харілаос Трикупіс.